# Mesembia pico
Mesembia pico är en insektsart som beskrevs av Ross 2003. Mesembia pico ingår i släktet Mesembia och familjen Anisembiidae. Inga underarter finns listade i Catalogue of Life.